# Association Sportive de Saint-Étienne 1980-1981
Questa voce raccoglie le informazioni riguardanti l'Association Sportive de Saint-Étienne nelle competizioni ufficiali della stagione 1980-1981.

## Stagione

Michel Platini (a destra), migliore marcatore stagionale dei Verts, posa con l'interista Prohaska prima dell'amichevole di Cesena del 9 agosto 1980.

Ad esclusione dell'avvio, caratterizzato da due sconfitte in tre gare, nel corso del campionato il Saint-Étienne incassò due sole sconfitte ottenendo tre lunghe strisce di risultati utili consecutivi: in questo modo i Verts lottarono a lungo per il titolo contro il Nantes, prendendo sporadicamente il comando della classifica fino alle giornate finali, in cui gli avversari incapparono dei passi falsi che permisero al Saint-Étienne di mettere le mani sul decimo titolo nazionale.
Al termine della stagione i Verts raggiunsero la finale di Coppa di Francia eliminando, fra i club professionistici, il Nancy ai quarti e lo Strasburgo in semifinale. Opposti al Bastia, i Verts rimontarono solo in parte le due reti incassate all'inizio del secondo tempo, vedendosi preclusa la conquista del double.
In Coppa UEFA i Verts superarono agevolmente in primo turno, eliminando in seguito gli scozzesi del St. Mirren e soprattutto i vicecampioni d'Europa dell'Amburgo, regolati già all'andata con un 5-0 esterno. Il Saint-Étienne uscì ai quarti di finale contro i futuri vincitori dell'Ipswich Town, riportando due pesanti sconfitte.

## Maglie e sponsor
Lo sponsor tecnico per la stagione 1980-1981 è Le Coq Sportif per il campionato e Adidas per la Coppa di Francia, mentre gli sponsor ufficiali sono Super Télé per il campionato e RTL per la coppa nazionale.
| Casa | Coppa di Francia |

## Organigramma societario
Area direttiva
- Presidente: Roger Rocher

Area tecnica
- Direttore sportivo: Pierre Garronaire
- Allenatore: Robert Herbin

## Rosa
| N. |                       | Ruolo | Calciatore            |
| -- | --------------------- | ----- | --------------------- |
|    | Francia (bandiera)    | P     | Jean Castaneda        |
|    | Jugoslavia (bandiera) | P     | Ivan Ćurković         |
|    | Francia (bandiera)    | D     | Patrick Battiston     |
|    | Francia (bandiera)    | D     | Jean-Marie Elie       |
|    | Francia (bandiera)    | D     | Bernard Gardon        |
|    | Francia (bandiera)    | D     | Gérard Janvion        |
|    | Francia (bandiera)    | D     | Patrice Lestage       |
|    | Francia (bandiera)    | D     | Christian Lopez       |
|    | Francia (bandiera)    | D     | Jean-Philippe Primard |
|    | Francia (bandiera)    | C     | Jean-François Larios  |

| N. |                        | Ruolo | Calciatore        |
| -- | ---------------------- | ----- | ----------------- |
|    | Francia (bandiera)     | C     | Thierry Oleksiak  |
|    | Francia (bandiera)     | C     | Firmin Perez      |
|    | Francia (bandiera)     | C     | Michel Platini    |
|    | Francia (bandiera)     | C     | Jacques Santini   |
|    | Francia (bandiera)     | C     | Jean-Louis Zanon  |
|    | Francia (bandiera)     | A     | Éric Bellus       |
|    | Francia (bandiera)     | A     | Laurent Paganelli |
|    | Paesi Bassi (bandiera) | A     | Johnny Rep        |
|    | Francia (bandiera)     | A     | Laurent Roussey   |
|    | Francia (bandiera)     | A     | Jacques Zimako    |

## Calciomercato

### Sessione estiva
| Acquisti | Acquisti              | Acquisti              | Acquisti |
| R.       | Nome                  | da                    | Modalità |
| -------- | --------------------- | --------------------- | -------- |
| D        | Patrick Battiston     | Metz                  |          |
| D        | Bernard Gardon        | Monaco                |          |
| D        | Jean-Philippe Primard | Olympique Marsiglia 2 |          |

| Cessioni | Cessioni            | Cessioni            | Cessioni |
| R.       | Nome                | a                   | Modalità |
| -------- | ------------------- | ------------------- | -------- |
| D        | Alain Chaussin      | Gueugnon            |          |
| D        | Gérard Farison      | Fréjus              |          |
| A        | André Barthélémy    | Angoulême           |          |
| A        | Dominique Rocheteau | Paris Saint-Germain |          |

## Risultati

### Division 1

#### Girone di andata
| Bordeaux 1ª giornata | Bordeaux | 3 – 0 | Saint-Étienne | Parc Lescure |

| Saint-Étienne 2ª giornata | Saint-Étienne | 3 – 2 | Nizza | Stadio Geoffroy Guichard |

| Bastia 3ª giornata | Bastia | 2 – 1 | Saint-Étienne | Stadio Armand Cesari |

| Saint-Étienne 4ª giornata | Saint-Étienne | 4 – 1 | Nancy | Stadio Geoffroy Guichard |

| Strasburgo 5ª giornata | Strasburgo | 0 – 2 | Saint-Étienne | Stadio della Meinau |

| Saint-Étienne 6ª giornata | Saint-Étienne | 5 – 0 | Angers | Stadio Geoffroy Guichard |

| Auxerre 7ª giornata | Auxerre | 0 – 2 | Saint-Étienne | Stadio Abbé-Deschamps |

| Saint-Étienne 8ª giornata | Saint-Étienne | 3 – 1 | Lilla | Stadio Geoffroy Guichard |

| Lione 9ª giornata | Olympique Lione | 1 – 1 | Saint-Étienne | Stadio di Gerland |

| Saint-Étienne 10ª giornata | Saint-Étienne | 4 – 0 | Valenciennes | Stadio Geoffroy Guichard |

| Principato di Monaco 11ª giornata | Monaco | 1 – 2 | Saint-Étienne | Stadio Louis II |

| Saint-Étienne 12ª giornata | Saint-Étienne | 3 – 0 | Metz | Stadio Geoffroy Guichard |

| Parigi 13ª giornata | Paris Saint-Germain | 1 – 1 | Saint-Étienne | Parco dei Principi |

| Laval 14ª giornata | Laval | 1 – 1 | Saint-Étienne | Stadio Francis Le Basser |

| Saint-Étienne 15ª giornata | Saint-Étienne | 3 – 0 | Sochaux | Stadio Geoffroy Guichard |

| Lens 16ª giornata | Lens | 1 – 1 | Saint-Étienne | Stadio Félix Bollaert |

| Saint-Étienne 17ª giornata | Saint-Étienne | 0 – 0 | Nantes | Stadio Geoffroy Guichard |

| Nîmes 18ª giornata | Nîmes | 0 – 1 | Saint-Étienne | Stadio Jean Bouin |

| Saint-Étienne 19ª giornata | Saint-Étienne | 2 – 1 | Tours | Stadio Geoffroy Guichard |

#### Girone di ritorno
| Nizza 20ª giornata | Nizza | 0 – 1 | Saint-Étienne | Stade Municipal du Ray |

| Saint-Étienne 21ª giornata | Saint-Étienne | 3 – 0 | Bastia | Stadio Geoffroy Guichard |

| Nancy 22ª giornata | Nancy | 0 – 0 | Saint-Étienne | Stadio Marcel Picot |

| Saint-Étienne 23ª giornata | Saint-Étienne | 3 – 0 | Strasburgo | Stadio Geoffroy Guichard |

| Angers 24ª giornata | Angers | 1 – 1 | Saint-Étienne | Stadio Jean Bouin |

| Saint-Étienne 25ª giornata | Saint-Étienne | 2 – 0 | Auxerre | Stadio Geoffroy Guichard |

| Lilla 26ª giornata | Lilla | 1 – 3 | Saint-Étienne | Stadio Grimonprez-Jooris |

| Saint-Étienne 27ª giornata | Saint-Étienne | 3 – 2 | Olympique Lione | Stadio Geoffroy Guichard |

| Valenciennes 28ª giornata | Valenciennes | 0 – 1 | Saint-Étienne | Stadio Nungesser |

| Saint-Étienne 29ª giornata | Saint-Étienne | 5 – 1 | Monaco | Stadio Geoffroy Guichard |

| Metz 30ª giornata | Metz | 0 – 0 | Saint-Étienne | Stadio Saint-Symphorien |

| Saint-Étienne 31ª giornata | Saint-Étienne | 0 – 2 | Paris Saint-Germain | Stadio Geoffroy Guichard |

| Saint-Étienne 32ª giornata | Saint-Étienne | 1 – 0 | Laval | Stadio Geoffroy Guichard |

| Montbéliard 33ª giornata | Sochaux | 1 – 2 | Saint-Étienne | Stadio Auguste Bonal |

| Saint-Étienne 34ª giornata | Saint-Étienne | 0 – 0 | Lens | Stadio Geoffroy Guichard |

| Nantes 35ª giornata | Nantes | 1 – 1 | Saint-Étienne | Stadio Marcel Saupin |

| Saint-Étienne 36ª giornata | Saint-Étienne | 0 – 0 | Nîmes | Stadio Geoffroy Guichard |

| Tours 37ª giornata | Tours | 1 – 3 | Saint-Étienne | Stadio de la Valée du Cher |

| Saint-Étienne 38ª giornata | Saint-Étienne | 2 – 1 | Bordeaux | Stadio Geoffroy Guichard |

### Coppa di Francia
| 12 febbraio 1981 Trentaduesimi di finale | Saint-Étienne | 2 – 0 | Déodatiens |  |

| 7 marzo 1981 Sedicesimi di finale - Andata | Valence | 0 – 1 | Saint-Étienne |  |

| 11 marzo 1981 Sedicesimi di finale - Ritorno | Saint-Étienne | 5 – 0 | Valence |  |

| 3 aprile 1981 Ottavi di finale - Andata | Nancy | 2 – 1 | Saint-Étienne |  |

| 11 aprile 1981 Ottavi di finale - Ritorno | Saint-Étienne | 3 – 1 | Nancy |  |

| 8 maggio 1981 Quarti di finale - Andata | Saint-Étienne | 2 – 1 | Montpellier |  |

| 19 maggio 1981 Quarti di finale - Ritorno | Montpellier | 1 – 1 | Saint-Étienne |  |

| Saint-Étienne 5 giugno 1981 Semifinale - Andata                     | Saint-Étienne | 2 – 1 referto | Strasburgo | Stade Geoffroy Guichard |
| \| \| \| \| \| Bellus 32’ Zanon 62’ \| Marcatori \| 16’ Piasecki \| |               |               |            |                         |
|                                                                     |               |               |            |                         |
| Bellus 32’ Zanon 62’                                                | Marcatori     | 16’ Piasecki  |            |                         |

| Strasburgo 9 giugno 1981 Semifinale - Ritorno            | Strasburgo | 1 – 1 referto | Saint-Étienne | Stade de la Meinau |
| \| \| \| \| \| Decastel 77’ \| Marcatori \| 88’ Perez \| |            |               |               |                    |
|                                                          |            |               |               |                    |
| Decastel 77’                                             | Marcatori  | 88’ Perez     |               |                    |

| Arbitro: | Konrath |

|                         |           |                    |
| Marcialis 50’ Milla 58’ | Marcatori | 72’ (rig.) Santini |

### Coppa UEFA
| Arbitro: | Bjørnestad |

|  |           |                                                                                  |
|  | Marcatori | 34’, 64’ Paganelli 45’ (aut.) Hyvärinen 48’, 74’ Platini 79’ Roussey 81’ Janvion |

| Arbitro: | Navarra |

|                                                                   |           |  |
| Rep 20’, 43’, 70’, 84’ (rig.) Lestage 31’ Paganelli 74’ Lopez 80’ | Marcatori |  |

| Paisley 22 ottobre 1980 Sedicesimi di finale - Andata | St. Mirren    | 0 – 0 referto | Saint-Étienne | St. Mirren Park (11 471 spett.)\| Arbitro: \| Lund-Sørensen \| |
| Arbitro:                                              | Lund-Sørensen |               |               |                                                                |

| Arbitro: | Luis |

|                 |           |  |
| Larios 14’, 51’ | Marcatori |  |

| Arbitro: | Hunting |

|  |           |                                                          |
|  | Marcatori | 9’ (aut.) Hartwig 26’, 87’ Platini 39’ Larios 85’ Zimako |

| Arbitro: | Guruceta Muro |

|               |           |  |
| Paganelli 10’ | Marcatori |  |

| Arbitro: | Rainea |

|         |           |                                      |
| Rep 16’ | Marcatori | 28’, 57’ Mariner 47’ Mühren 75’ Wark |

| Arbitro: | Linemayr |

|                                         |           |            |
| Butcher 47’ Wark 82’ (rig.) Mariner 89’ | Marcatori | 80’ Zimako |

## Statistiche
Statistiche aggiornate al 13 giugno 1981.

### Statistiche di squadra
| Competizione     | Punti | Totale | Totale | Totale | Totale | Totale | Totale | DR  |
| Competizione     | Punti | G      | V      | N      | P      | Gf     | Gs     | DR  |
| ---------------- | ----- | ------ | ------ | ------ | ------ | ------ | ------ | --- |
| Division 1       | 57    | 38     | 23     | 11     | 4      | 68     | 26     | +42 |
| Coppa di Francia | -     | 10     | 5      | 2      | 3      | 17     | 10     | +7  |
| Coppa UEFA       | -     | 8      | 5      | 1      | 2      | 24     | 7      | +17 |
| Totale           | -     | 56     | 33     | 14     | 9      | 109    | 43     | +66 |

### Andamento in campionato
| Giornata  | 1  | 2  | 3  | 4  | 5 | 6 | 7 | 8 | 9 | 10 | 11 | 12 | 13 | 14 | 15 | 16 | 17 | 18 | 19 | 20 | 21 | 22 | 23 | 24 | 25 | 26 | 27 | 28 | 29 | 30 | 31 | 32 | 33 | 34 | 35 | 36 | 37 | 38 |
| --------- | -- | -- | -- | -- | - | - | - | - | - | -- | -- | -- | -- | -- | -- | -- | -- | -- | -- | -- | -- | -- | -- | -- | -- | -- | -- | -- | -- | -- | -- | -- | -- | -- | -- | -- | -- | -- |
| Luogo     | T  | C  | T  | C  | T | C | T | C | T | C  | T  | C  | T  | C  | T  | C  | T  | C  | T  | C  | T  | C  | T  | C  | T  | C  | C  | T  | C  | T  | C  | C  | T  | C  | T  | C  | T  | C  |
| Risultato | P  | V  | P  | V  | V | V | V | V | N | V  | V  | V  | N  | N  | V  | N  | N  | V  | P  | V  | V  | N  | V  | N  | V  | V  | V  | V  | V  | N  | P  | V  | V  | N  | N  | V  | V  | V  |
| Posizione | 19 | 14 | 17 | 10 | 4 | 3 | 2 | 1 | 1 | 1  | 1  | 1  | 1  | 2  | 1  | 1  | 1  | 1  | 2  | 1  | 1  | 2  | 2  | 2  | 2  | 2  | 2  | 2  | 1  | 1  | 1  | 1  | 1  | 1  | 1  | 1  | 1  | 1  |

Fonte:  France » Ligue 1 1980/1981 » Schedule, su worldfootball.net.
Legenda:

Luogo: C = Casa; T = Trasferta. Risultato: V = Vittoria; N = Pareggio; P = Sconfitta.

### Statistiche dei giocatori
| Giocatore    | Division 1 | Division 1 | Division 1  | Division 1 | Coppa di Francia | Coppa di Francia | Coppa di Francia | Coppa di Francia | Coppa UEFA | Coppa UEFA | Coppa UEFA  | Coppa UEFA | Totale   | Totale | Totale      | Totale     |
| Giocatore    | Presenze   | Reti       | Ammonizioni | Espulsioni | Presenze         | Reti             | Ammonizioni      | Espulsioni       | Presenze   | Reti       | Ammonizioni | Espulsioni | Presenze | Reti   | Ammonizioni | Espulsioni |
| ------------ | ---------- | ---------- | ----------- | ---------- | ---------------- | ---------------- | ---------------- | ---------------- | ---------- | ---------- | ----------- | ---------- | -------- | ------ | ----------- | ---------- |
| P. Battiston | 38         | 4          | 2           | 0          | 10               | 0                | ?                | ?                | 8          | 0          | 0           | 0          | 56       | 4      | 2+          | 0+         |
| É. Bellus    | 5          | 0          | 0           | 0          | 2                | 1                | ?                | ?                | 0          | 0          | 0           | 0          | 7        | 1      | 0+          | 0+         |
| J. Castaneda | 35         | -19        | 0           | 0          | 10               | -9               | ?                | ?                | 8          | -10        | 0           | 0          | 53       | -38    | 0+          | 0+         |
| I. Ćurković  | 3          | -7         | 0           | 0          | 0                | -0               | ?                | ?                | 0          | 0          | 0           | 0          | 3        | -7     | 0+          | 0+         |
| J.M. Elie    | 15         | 0          | 0           | 0          | 3                | 0                | ?                | ?                | 3          | 0          | 0           | 0          | 21       | 0      | 0+          | 0+         |
| B. Gardon    | 37         | 0          | 0           | 0          | 10               | 0                | ?                | ?                | 7          | 0          | 0           | 0          | 54       | 0      | 0+          | 0+         |
| G. Janvion   | 37         | 0          | 2           | 0          | 9                | 1                | ?                | ?                | 8          | 1          | 0           | 0          | 54       | 2      | 2+          | 0+         |
| J.F. Larios  | 31         | 5          | 2           | 0          | 7                | 1                | ?                | ?                | 8          | 3          | 0           | 0          | 46       | 9      | 2+          | 0+         |
| P. Lestage   | 0          | 0          | 0           | 0          | 0                | 0                | ?                | ?                | 1          | 1          | 0           | 0          | 1        | 1      | 0+          | 0+         |
| C. Lopez     | 38         | 1          | 0           | 0          | 10               | 0                | ?                | ?                | 8          | 1          | 0           | 0          | 56       | 2      | 0+          | 0+         |
| T. Oleksiak  | 1          | 0          | 0           | 0          | 1                | 0                | ?                | ?                | 1          | 0          | 0           | 0          | 3        | 0      | 0+          | 0+         |
| L. Paganelli | 35         | 3          | 0           | 0          | 3                | 1                | ?                | ?                | 6          | 4          | 0           | 0          | 44       | 8      | 0+          | 0+         |
| F. Perez     | 0          | 0          | 0           | 0          | 1                | 1                | ?                | ?                | 0          | 0          | 0           | 0          | 1        | 1      | 0+          | 0+         |
| J.P. Primard | 0          | 0          | 0           | 0          | 2                | 0                | ?                | ?                | 0          | 0          | 0           | 0          | 2        | 0      | 0+          | 0+         |
| M. Platini   | 35         | 20         | 2           | 0          | 10               | 5                | ?                | ?                | 7          | 4          | 0           | 0          | 52       | 29     | 2+          | 0+         |
| J. Rep       | 32         | 14         | 1           | 1          | 10               | 1                | ?                | ?                | 7          | 5          | 0           | 0          | 49       | 20     | 1+          | 1+         |
| L. Roussey   | 37         | 12         | 1           | 0          | 8                | 3                | ?                | ?                | 7          | 1          | 0           | 0          | 52       | 16     | 1+          | 0+         |
| J. Santini   | 21         | 0          | 1           | 0          | 6                | 1                | ?                | ?                | 2          | 0          | 0           | 0          | 29       | 1      | 1+          | 0+         |
| J.L. Zanon   | 22         | 3          | 1           | 0          | 7                | 1                | ?                | ?                | 5          | 0          | 0           | 0          | 34       | 4      | 1+          | 0+         |
| J. Zimako    | 30         | 5          | 1           | 0          | 7                | 2                | ?                | ?                | 7          | 2          | 0           | 0          | 44       | 9      | 1+          | 0+         |